# Cosmin Lambru
Cosmin Lambru (sinh ngày 26 tháng 11 năm 1998) là một cầu thủ bóng đá người România thi đấu ở vị trí tiền đạo cho Petrolul Ploiești. Anh thi đấu với tư cách cầu thủ trẻ tham gia đội hình trẻ FC Petrolul Ploiesti, cho đến khi anh được đẩy lên đội một.